# Distribució inversa
En teoria i estadística de probabilitats, una distribució inversa és la distribució del recíproc d'una variable aleatòria. Les distribucions inverses sorgeixen en particular en el context bayesià de distribucions anteriors i distribucions posteriors per a paràmetres d'escala. En l'àlgebra de variables aleatòries, les distribucions inverses són casos especials de la classe de distribucions de ràtio, en què la variable aleatòria numeradora té una distribució degenerada.

## Relació amb la distribució original
En general, donada la distribució de probabilitat d'una variable aleatòria X amb suport estrictament positiu, és possible trobar la distribució de la recíproca, Y = 1/X. Si la distribució de X és contínua amb la funció de densitat f(x) i la funció de distribució acumulada F(x), aleshores la funció de distribució acumulada, G (y), del recíproc es troba observant que
{\displaystyle G(y)=\Pr(Y\leq y)=\Pr \left(X\geq {\frac {1}{y}}\right)=1-\Pr \left(X<{\frac {1}{y}}\right)=1-F\left({\frac {1}{y}}\right).}
Aleshores, la funció de densitat de Y es troba com la derivada de la funció de distribució acumulada:
{\displaystyle g(y)={\frac {1}{y^{2}}}f\left({\frac {1}{y}}\right).}

## Exemple: distribució uniforme inversa
Si la variable aleatòria original X es distribueix uniformement a l'interval (a, b ), on a >0, aleshores la variable recíproca Y = 1 / X té la distribució recíproca que pren valors en l'interval (b −1, a −1 ) . ), i la funció de densitat de probabilitat en aquest rang és
{\displaystyle g(y)=y^{-2}{\frac {1}{b-a}},}
i és zero en qualsevol altre lloc.
La funció de distribució acumulada del recíproc, dins del mateix rang, és
{\displaystyle G(y)={\frac {b-y^{-1}}{b-a}}.}